# Moči
Moči (餅, rómadži mochi) jsou japonské koláčky z rýžové pasty z lepkavé rýže, které mohou mít různé náplně – ze sezamové pasty, ovocné, mačča nebo jsou také v Japonsku velmi oblíbené sladké náplně z červených fazolí. Jde o tradiční pokrm při oslavách japonského nového roku, podávají se však celoročně. Moči slouží i jako výchozí surovina pro řadu dalších jídel (např. agemoči, daifuku), velice oblíbené jsou také například moči plněné zmrzlinou. Obřadná příprava koláčků se nazývá močicuki – spočívá v uvaření lepivé rýže, jejím roztlučení na pastu v tradičních moždířích usu a následném tvarování. Moči se často vyrábí průmyslově. Zajímavostí je, že se každoročně při jejich konzumaci udusí během oslav nového roku mnoho japonských důchodců.